# 한재초등학교
한재초등학교는 대한민국 전라남도 담양군 대전면 대치리에 있는 공립 초등학교이다.

## 학교 연혁
- 1920년 9월 5일 대치공립보통학교(4년제) 개교설립인가 4월 1일
- 1929년 4월 1일 6년제로 개편
- 1938년 4월 1일 대치동공립심상소학교로 개칭[1]
- 1941년 4월 1일 대치동공립국민학교로 개칭[2]
- 1946년 6월 30일 한재국민학교로 개칭
- 1981년 3월 14일 병설유치원 개원
- 1993년 3월 1일 중옥분교장 편입[3]
- 1995년 3월 1일 삼산국민학교 통폐합
- 1996년 3월 1일 한재초등학교로 개칭[4]
- 1998년 3월 1일 중옥분교장 통폐합
- 2006년 11월 17일 느티나무 도서관 개관
- 2011년 7월 14일 상담실(Wee class)설치
- 2012년 2월 13일 다목적 강당 현관 리모델링
- 2012년 6월 22일 수업분석실 설치
- 2018년 3월 1일 제31대 김남호 교장 부임
- 2020년 1월 14일 제95회 졸업(졸업생 총수 10,918명)
- 2021년 3월 1일 제 32대 임오숙 교장 부임

## 문화재

### 담양 대치리 느티나무
학교 교정에 심겨 있는 담양 대치리 느티나무(천연기념물 제284호)는 천연기념물 지정 당시 나이가 약 600살 정도로 추정된다. 높이 34미터, 가슴 높이의 둘레가 8.78미터에 이른다. 조선 태조가 전국을 돌면서 명산을 찾아 공을 드리던 중 이곳에서 공을 드리고 손수 심은 것이라는 이야기가 전해진다.

### 담양 한재초교 석불상
고려 말에 제작되었을 것으로 추정되는 석불로, 2003년 6월 30일 담양군 향토유형문화유산 제2-4호로 지정되었다. 담양 한재초등학교 교정에 있는데 원래 학교 인근에 있던 것을 영천 이씨인 이언좌의 꿈에 나타나 발굴해 낸 유래가 있던 것으로 이곳으로 옮겨온 것이라 한다.

## 참고 자료
- 한재초등학교 - 한국교육학술정보원 학교알리미